# ジョシュア・ダラス
ジョシュア・ダラス（Joshua Dallas, 1978年12月18日 - ）は、アメリカ合衆国の俳優である。

## キャリア
16歳でイギリスにわたり演技を勉強したのち、ロイヤル・シェイクスピア・カンパニーの一員として活動。2006年よりテレビ出演を始める。
2011年公開の映画『マイティ・ソー』では、撮影直前に降板したスチュアート・タウンゼントに代わってファンドラルを演じた。また、ダラスは、役作りにはエロール・フリンからインスピレーションを得て、彼の出演映画の多くを鑑賞している。

### 私生活
イギリスの女優ララ・パルヴァーと2007年に結婚したが2011年に離婚。
2012年よりドラマ『ワンス・アポン・ア・タイム』で共演した女優のジニファー・グッドウィンと交際をはじめ、2013年10月9日に婚約。2014年4月12日に結婚し同年5月29日に息子が生まれた。
オリバー・フィンレイ・ダラス（Oliver Finlay Dallas）と名付けた。
2015年11月に第二子の妊娠を発表。
2016年6月1日に第2子息子ヒューゴ・ウィルソン・ダラス（Hugo Wilson Dallas ）が誕生した。

## フィルモグラフィ

### 映画
| 公開年 | 邦題 原題                                                         | 役名               | 備考       |
| ------ | ----------------------------------------------------------------- | ------------------ | ---------- |
| 2008   | アドレナリンEX 80 Minutes                                         | フロイド           |            |
| 2009   | THE BOXER The Boxer                                               | ベン               |            |
| 2009   | ディセント2 The Descent Part 2                                    | グレッグ           |            |
| 2009   | リーマン・ブラザーズ 最後の4日間 The Last Days of Lehman Brothers | エース             | テレビ映画 |
| 2009   | ヴァーチャル・ウォーズ Ghost Machine                              | ブラッグ           |            |
| 2011   | マイティ・ソー Thor                                               | ファンドラル       |            |
| 2011   | ファイブ ある勇敢な女性たちの物語 Five                            | ヘンリー           | テレビ映画 |
| 2012   | レッド・テイルズ Red Tails\|Red Tails                             | ライアン・フリング |            |
| 2016   | ズートピア Zootopia                                               | 花屋さんのブタ     | 声の出演   |

### テレビシリーズ
| 放映年    | 邦題 原題                                     | 役名                                          | 備考                                   |
| --------- | --------------------------------------------- | --------------------------------------------- | -------------------------------------- |
| 2006      | S.A.S. 英国特殊部隊 Ultimate Force            | ウィーバー                                    | 計1話出演                              |
| 2008      | ドクター・フー Doctor Who                     | Node 2                                        | 計1話出演                              |
| 2010      | HAWAII FIVE-0 Hawaii Five-0                   | ベン・バス                                    | 第1シーズン第6話「ノースショアの銃弾」 |
| 2011      | CSI:科学捜査班 CSI: Crime Scene Investigation | キップ・ウッドマン                            | 第11シーズン第15話「地獄へ道づれ」     |
| 2011-     | ワンス・アポン・ア・タイム Once Upon a Time   | デヴィッド・ノーラン / プリンス・チャーミング | 計44話出演                             |
| 2018-2023 | MANIFEST/マニフェスト Manifest                | ベン・ストーン                                | シーズン1～4                           |